# Sari Gilman
Sari Gilman é uma cineasta e montadora. Como reconhecimento, foi nomeada ao Oscar 2013 na categoria de Melhor Documentário em Curta-metragem por Kings Point.